# Sans Souci - Dauphiné
Pour les articles homonymes, voir Sans Soucis.
Sans Souci - Dauphiné, parfois dénommé à l'inverse Dauphiné - Sans Souci, ou simplement Sans Souci, est un quartier du 3e arrondissement de la ville de Lyon situé entre les quartiers de la Villette, Montchat, Monplaisir et le secteur sud de la Part-Dieu.
Autrefois constitué de terrains agricoles rattachés au faubourg de la Guillotière, son aménagement est dans un premier temps contraint par la présence des fortifications de Montluc et du chemin de fer. 
L'urbanisation de Sans Souci va débuter à compter de la seconde moitiée du XIXe siècle dans le prolongement du quartier voisin de Monplaisir en regroupant des maisons individuelles, ateliers et usines.
Aujourd'hui, le quartier présente majoritairement une vocation résidentielle caractérisée par un renouvellement progressif de l'habitat tout en conservant une activité commerciale sur ces axes historiques.

## Géographie

### Localisation
Le quartier situé au sud-est du 3e arrondissement est délimité de la manière suivante : 
- Au nord par l’avenue Félix-Faure et le quartier de la Villette.
- À l’est par la rue Feuillat et le quartier de Montchat.
- Au sud par le cours Albert Thomas et le quartier de Monplaisir (situé dans le 8e arrondissement).
- À l’ouest par les voies de chemin de fer reliant la gare de la Part-Dieu et la rue Général Mouton-Duvernet. Au-delà du chemin de fer, on trouve le boulevard Vivier-Merle puis le secteur de La Buire, prolongement résidentiel de la Part-Dieu.

### Voies de communication et transports

#### Principaux axes de voirie
Le quartier est encadré par deux axes importants à l'échelle de la ville de Lyon.
Au nord, l'avenue Félix Faure reliant l'avenue Jean Jaures dans le 7e arrondissement à la place des Maisons-Neuves sur la commune de Villeurbanne.
Au sud le cours Albert Thomas, délimitation entre le 3e et le 8e arrondissement reliant le Cours Gambetta à la place d'Arsonval.
Le secteur est également délimité à l'est par la rue Feuillat, un axe traversant qui relie l'avenue des Frères Lumière à la route de Genas. 
Intra-muros, le quartier est traversé par deux principaux axes, l'avenue Lacassagne reliant la rue Paul Bert au boulevard Pinel et la rue du Dauphiné reliant le cours Albert Thomas à la route de Genas.

#### Transports en commun

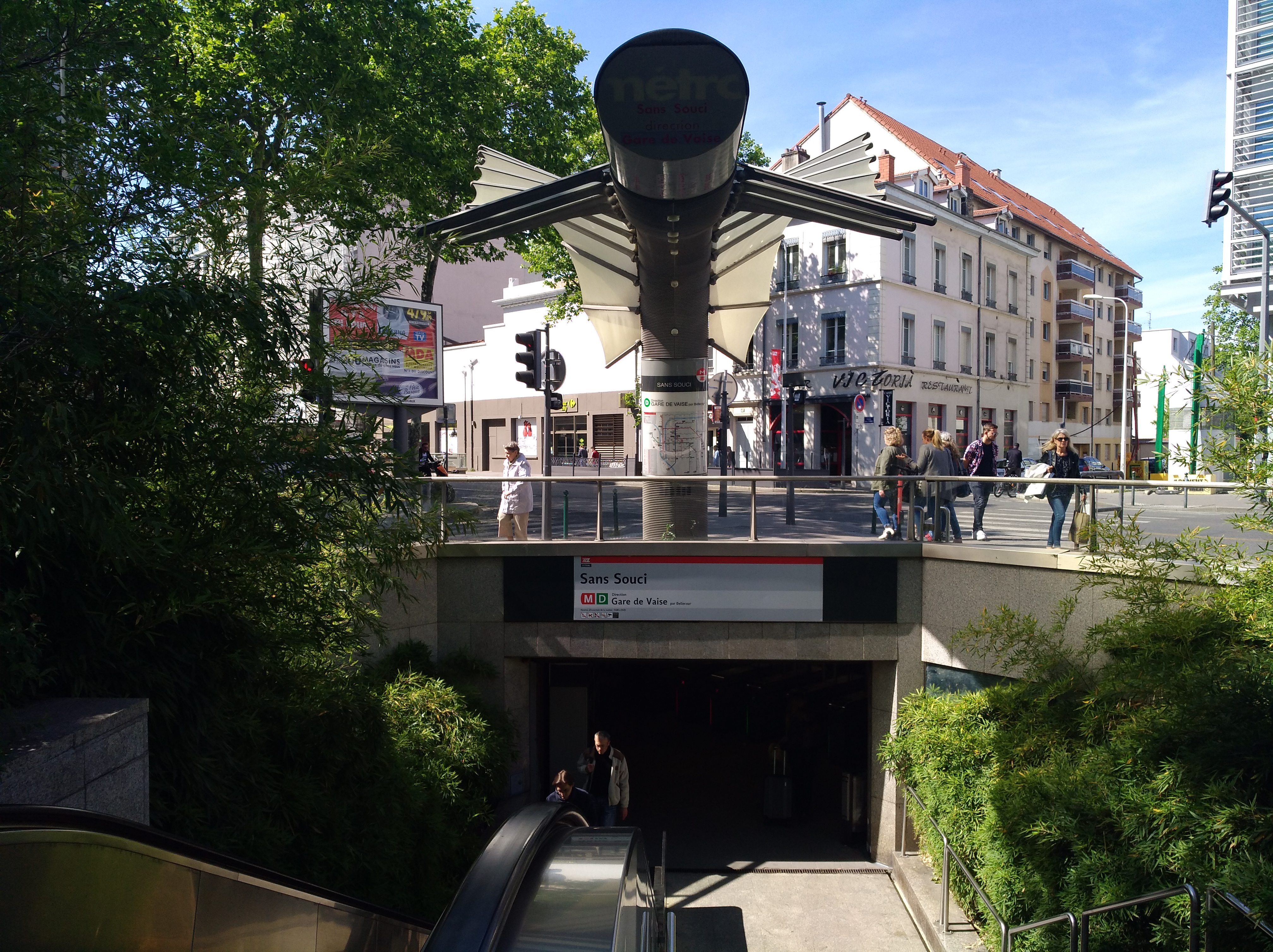
La station de métro Sans Souci au sud du quartier

Concernant les transports en commun, le sud du quartier est desservi par la ligne D du métro au niveau du cours Albert Thomas via les stations Sans Souci et Monplaisir Lumière.
Le tramway est également présent au cœur du quartier par le passage de la ligne T3 à la station Dauphiné - Lacassagne sur l'emprise de l'ancien Chemin de fer de l'Est de Lyon et le passage de la ligne de tramway T4 à l'ouest du quartier au niveau de la station Manufacture - Montluc.
Concernant le réseau d'autobus le quartier compte cinq lignes. Il s'agit des trois lignes majeures C11, C13 et C16 ainsi que des lignes complémentaires 25 et 69.
Plusieurs stations du service de vélo partagé Vélo'v sont implantées sur le quartier pour compléter cette offre de transport.

## Urbanisme

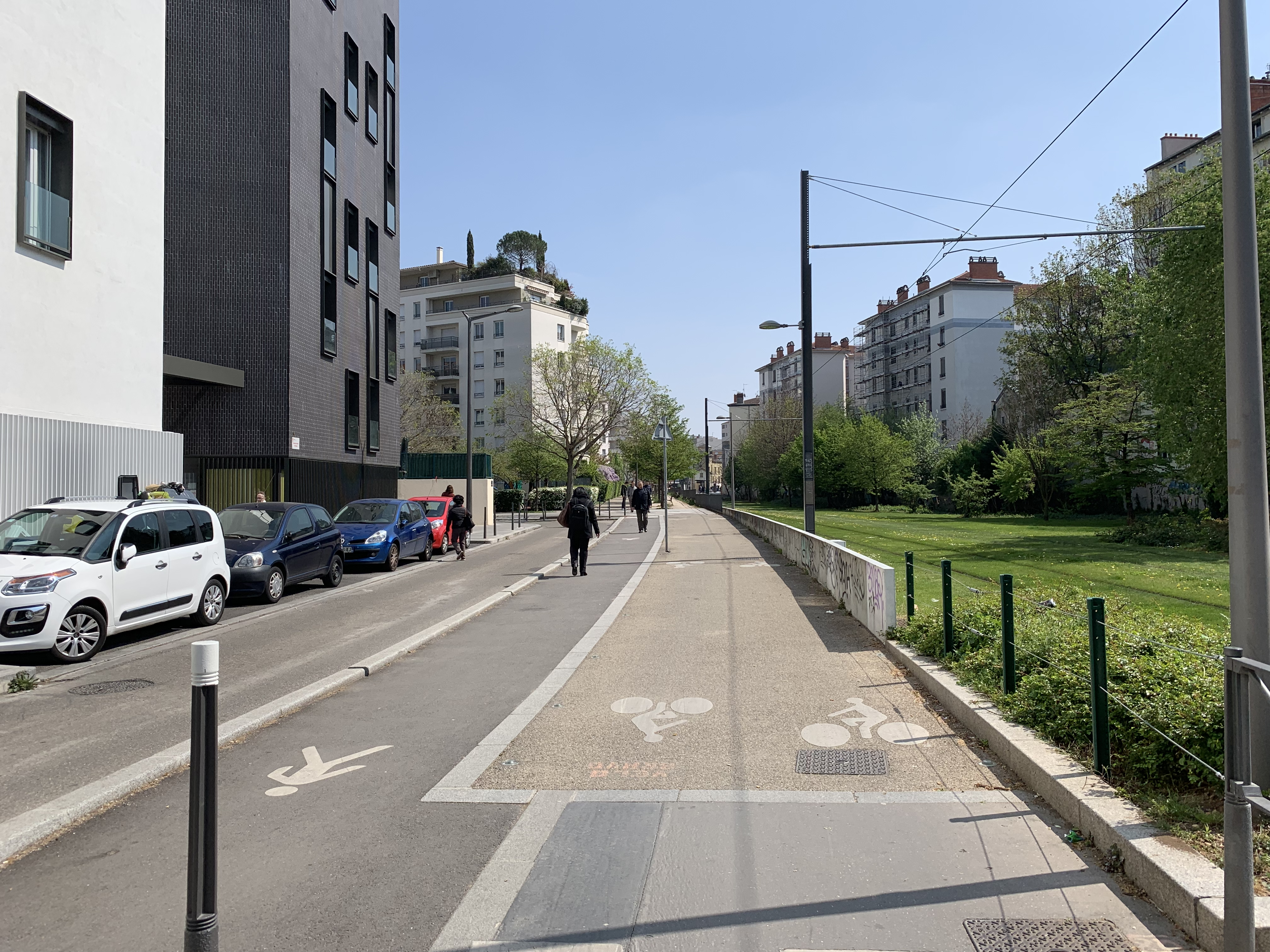
La rue Jean-Pierre Lévy ouverte au début du XXIe siècle

Au nord-est, le secteur se caractérise par un bâti relativement peu élevé, délimité et contraint par l'emprise de l'ancien chemin de fer de l'Est Lyonnais. On trouve ainsi plusieurs parcelles occupées par des maisons de ville et des activités artisanales.
Le sud-est du quartier, qui correspond historiquement au lotissement Sans Souci, se caractérise avec des rues rectilignes. Il est occupé par une zone résidentielle plus affirmée avec des immeubles d'habitation construits à compter de la seconde moitié du XXe siècle en remplacement d'ateliers et de maisons individuelles.
L'ouest du quartier concentre une plus forte mixité avec les activités économiques par la présence de linéaires commerciaux et artisanaux. 
Entre les années 1990 et 2010 des ZACs ont vu le jour à l'ouest, le long de l'emprise de l'ancien chemin de fer de l'est Lyonnais afin d'assurer la continuité urbanistique entre la rue du Dauphiné et l'avenue Félix Faure. Ces opérations d'urbanisme ont permis l'ouverture de nouvelles rues et la création d'une voie cyclable qui traverse le quartier.

## Toponymie
On retrouve le nom « Campagne de Sans-Souci » pour la première fois sur un plan topographique de 1828. Il s'agit d'un nom commercial choisi par Marie-Vital Henry, baron des Tournelles, lorsqu'il décide de lotir le domaine qui lui appartenait jusqu'alors. C'est également à lui que l'on doit le nom du quartier voisin de « Village de Monplaisir ».
En 1920, le plan parcellaire de la ville de Lyon indique que le secteur comportant le croisement entre la rue du Dauphiné, le chemin des Pins (devenu aujourd'hui Avenue Lacassagne) et la voie ferrée du chemin de fer de l'est lyonnais est dénommé « Carrefour de Sans-Souci ». Le passage à niveau qui était situé sur cette intersection jusqu'en 2004 était également dit de « Sans Souci ».
Le terme Dauphiné lui vient de la rue du Dauphiné, axe historique qui traverse le quartier pour relier Lyon à Crémieu. Le secteur se trouvait, comme l'ensemble de la rive gauche de Lyon, sur la province du Dauphiné.

## Histoire
Le secteur était autrefois situé sur la commune de La Guillotière, laquelle a été définitivement  rattachée au troisième arrondissement de Lyon en 1852.

### Le domaine des Tournelles

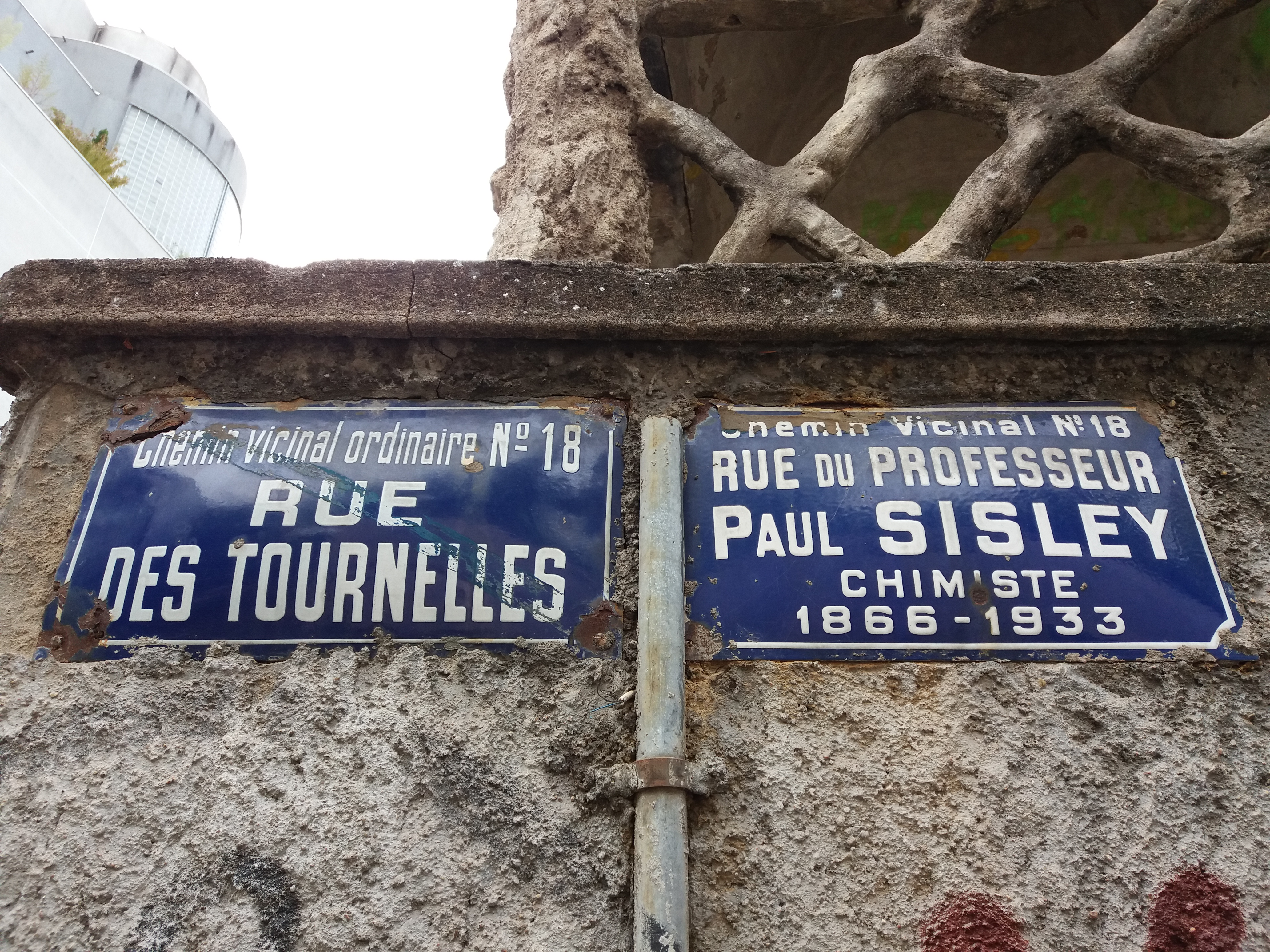
Plaque de l'ancienne rue des Tournelles

On trouve à l'origine ici un domaine essentiellement composé de champs autour de voies de communications permettant de rejoindre le centre du faubourg de la Guillotière.
Le château des Tournelles occupe les lieux, propriété des jésuites au début du XVIIIe siècle, il sera racheté par Louis Henry qui devient alors le principal propriétaire des terrains environnants.

### La campagne de Sans-Souci
Son fils Marie-Vital Henry prend le titre de Baron des Tournelles, il décide à partir de 1827 et à la suite du développement démographique lyonnais de lotir son domaine qu'il va nommer « du village de Monplaisir et de la campagne de Sans-Souci ».
Les lots mis à la vente sont découpés en parcelles entre lesquelles sont aménagés des chemins se coupant en angles droits. Des villas entourées de jardins, maisons ouvrières et ateliers voient le jour sur la campagne de Sans-Souci à compter de la 2de moitié du XIXe siècle.

### Fortifications et chemin de fer

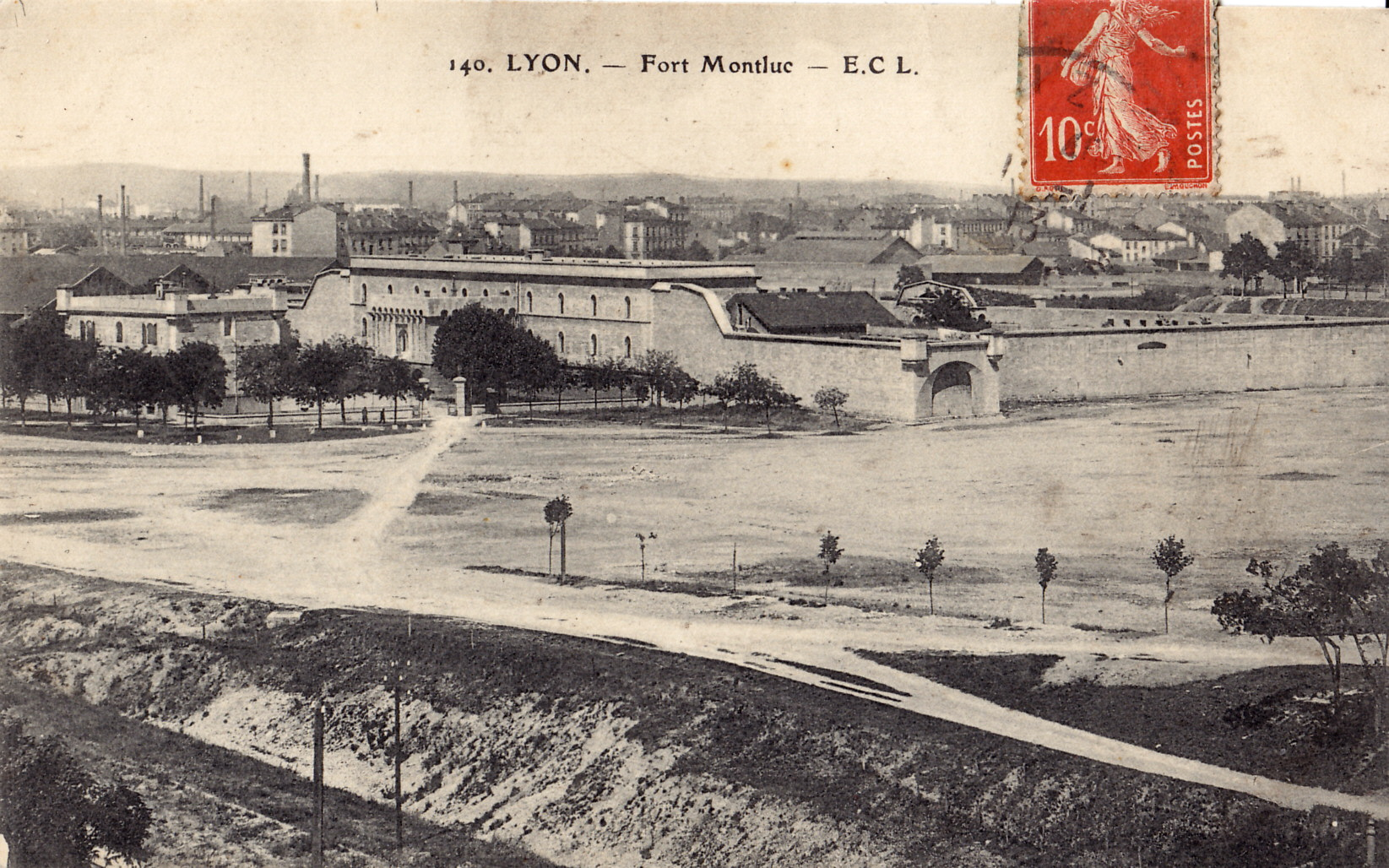
Le fort Montluc et une partie du quartier en arrière-plan au début du XX

La zone relativement éloignée du centre de Lyon profite néanmoins d'une urbanisation contrainte. Celle-ci s'explique par la construction en 1831 du fort de Montluc (à l'origine dénommé fort de Villeurbanne) pour défendre Lyon en cas d'invasion. L'ouvrage entouré d'eau est complété par une ceinture de fortification.
En 1859, la ligne de chemin de fer Lyon - Genève rejoint la gare de la Guillotière et longe les fortifications.

### Développement des transports

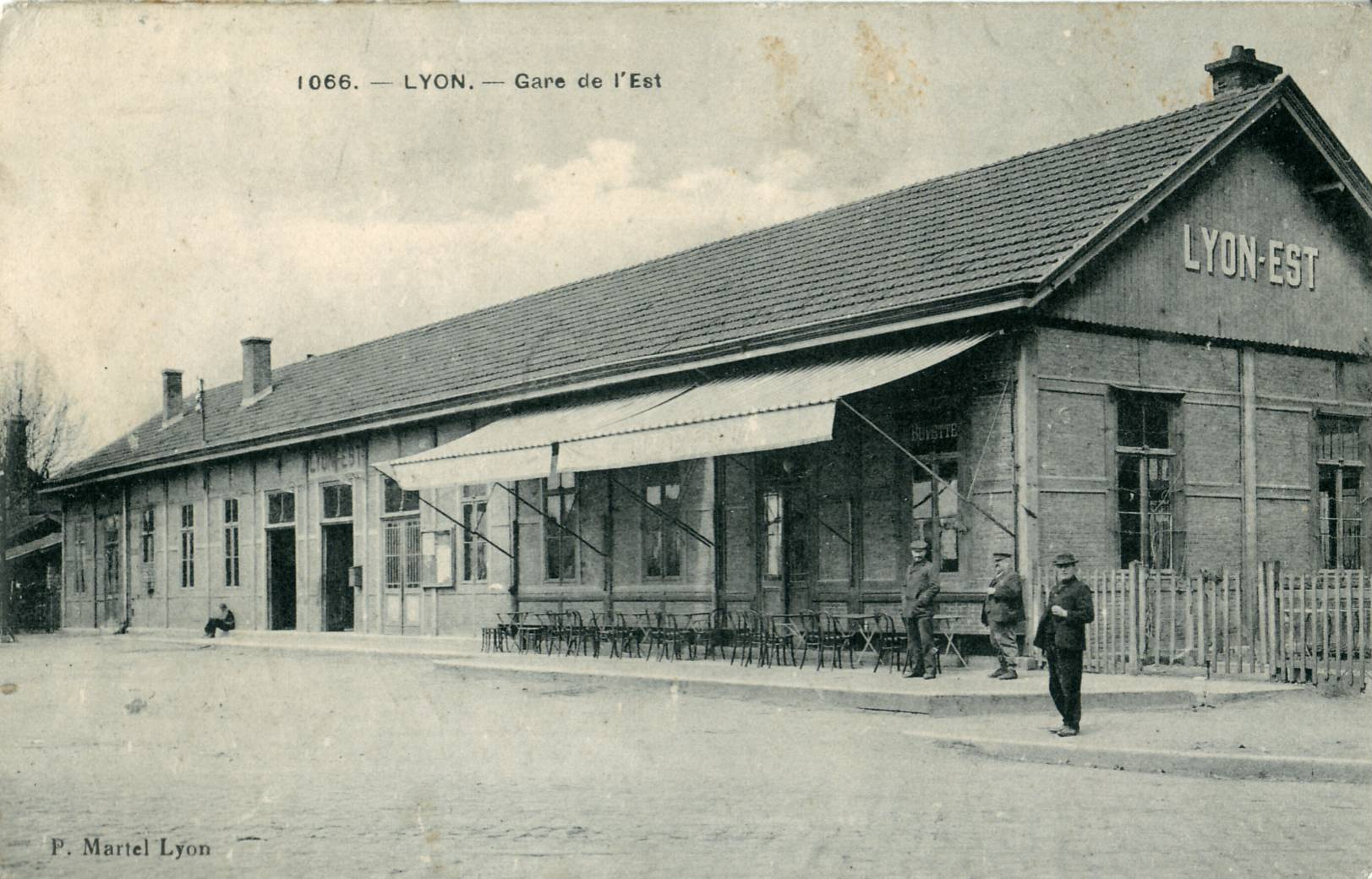
La gare de l'Est

En 1881, la gare de Lyon-Est ouvre ses portes à la limite nord-ouest du quartier avec la mise en service du Chemin de fer de l'Est de Lyon.
C'est également la même année que la Compagnie des omnibus et transports lyonnais (OTL) ouvre l’une de ses dix premières lignes de tramway. La ligne no 2 en provenance de Bellecour traverse désormais le quartier par l'actuelle rue du Dauphiné avant de rejoindre la route de Genas et le quartier de Montchat. Le tramway perdure jusqu'en 1951 ou il est remplacé par un service en autobus jusqu'à Saint Jean.
Des HBM sont construits au sud du quartier dans les années 1930, le long de la rue du Dauphiné. Cet ensemble va permettre le développement d'une activité commerciale et artisanale sur le secteur. C'est à la même période, en 1934, que le château des Tournelles est démoli non loin de là sur le quartier de Monplaisir.

### Détention lors de la guerre
Lors de la deuxième guerre mondiale, le quartier est marqué par l'activité de la prison Montluc. Construite en 1921 comme prison militaire à côté du fort éponyme. Elle est utilisée à compter de 1940 par le régime de Vichy, puis par les nazis, pour la détention de prisonniers dans des conditions épouvantables sous les ordres de Klaus Barbie.
C'est notamment ici que Jean Moulin, chef de résistance est détenu en 1943 après son arrestation à Caluire. À la suite de ces évènements, le lieu est transformé en mémorial national en 2009.

### Époque contemporaine

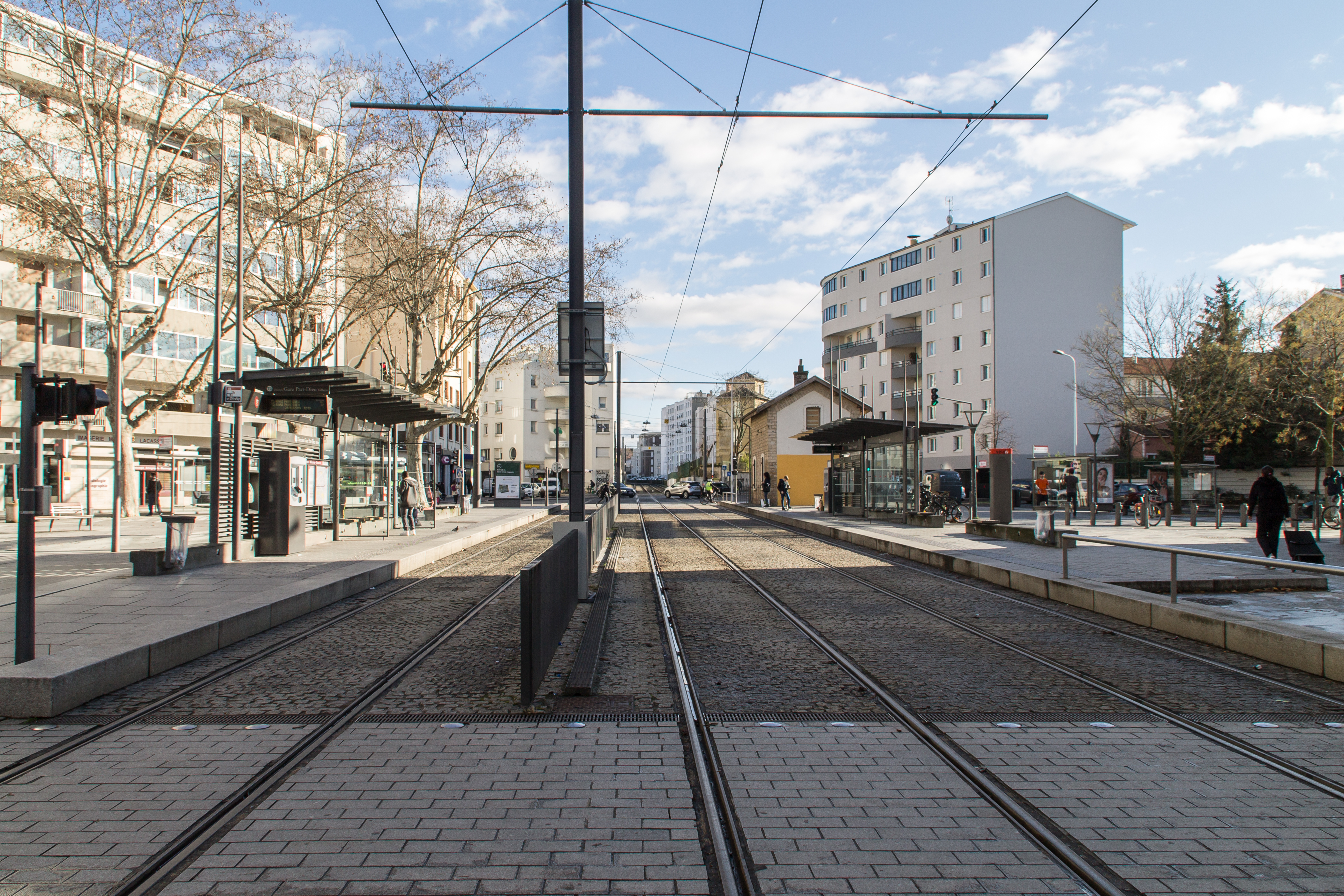
La station de tramway Dauphiné Lacassagne

À partir des années 1960, le sud du quartier voit l'arrivée de nombreux immeubles résidentiels provoquant la disparition progressive des maisons et des ateliers. En 1991, la création de la ligne D du métro le long du cours Albert Thomas va accentuer cette mutation, une station Sans-Souci ouvre ses portes à l'intersection avec la rue des Tuiliers.
À la fin du XXe siècle, le Chemin de fer de l'Est de Lyon est progressivement fermé. L'emprise laissée par l'ancienne infrastructure permet le développement en 2006 de la ligne de tramway T3. La station Dauphiné - Lacassagne est inaugurée au croisement des deux voies éponymes. À cet emplacement se trouvait auparavant un passage à niveau dont l'ancienne maison du garde-barrière a été conservée par son aspect patrimonial. C'est aujourd'hui un local associatif.
Une ZAC est également créée sur le secteur permettant la création de logements et commerces sur l'emplacement d'une ancienne usine de mise en bouteille. La structure du bâtiment principal est conservé en raison de la façade remarquable et est reconverti en maison des associations.
C'est aussi depuis le début du XXIe siècle que le secteur ouest autour du fort et des voies ferrées tend à se développer avec l'influence de la restructuration du quartier voisin de la Part-Dieu. Une esplanade arborée voit le jour et un nouveau collège est construit en 2005. Deux ans plus tard, en 2007, le fort Montluc est reconverti en hôtel de police.
En 2013, c'est au tour de la ligne de tramway T4 d'être inaugurée à l'ouest du quartier, le long de la rue du Général Mouton-Duvernet. Une station Manufacture - Montluc est créée à l'embouchure de la rue du Dauphiné, elle permet de desservir le campus de la Manufacture des Tabacs situé à proximité immédiate, dans le 8e arrondissement.

## Politique et administration
Sans Souci - Dauphiné, comme tous les quartiers, n’est pas une structure administrative.
Depuis 1926, le quartier dispose d'un conseil d'intérêt local (CIL) permettant de faire le lien entre la mairie et les habitants au travers les sujets concernant l'urbanisme, la circulation, la voirie, les transports en commun, le cadre de vie, les espaces verts, la propreté, la sécurité, les affaires scolaires et petite enfance, la culture et le patrimoine.
Par ailleurs, à compter de 2002, un conseil de quartier dénommé Sans Souci - Dauphiné est également mis en place. Celui-ci réfère au 3e arrondissement de Lyon dirigé par un maire. Cet arrondissement est inclus dans la commune de Lyon dont la collectivité territoriale est la métropole de Lyon.

## Population et société

### Sports
Le quartier compte quelques équipements sportifs. On dénombre :
- La maison du Judo, un complexe de deux salles destinées à la pratique des arts martiaux.
- Le gymnase Rebatel, où l'on pratique le hand-ball et le tennis de table.
- Le skate park, situé rue Mouton Duvernet.
- Un club de tennis avec deux courts, rue Saint Marc.

Par ailleurs plusieurs salles de sports privées sont situées dans le quartier.

### Santé
Dans le quartier sont situés les cabinets d'une dizaine de médecins généralistes et de plusieurs dentistes, un cabinet de radiologie, un laboratoire d'analyse médicale ainsi que quatre pharmacies.
Le centre hospitalier le plus proche est l'Hôpital Édouard-Herriot dans le quartier de Grange Blanche.

### Administration et services
On trouve dans le quartier : 

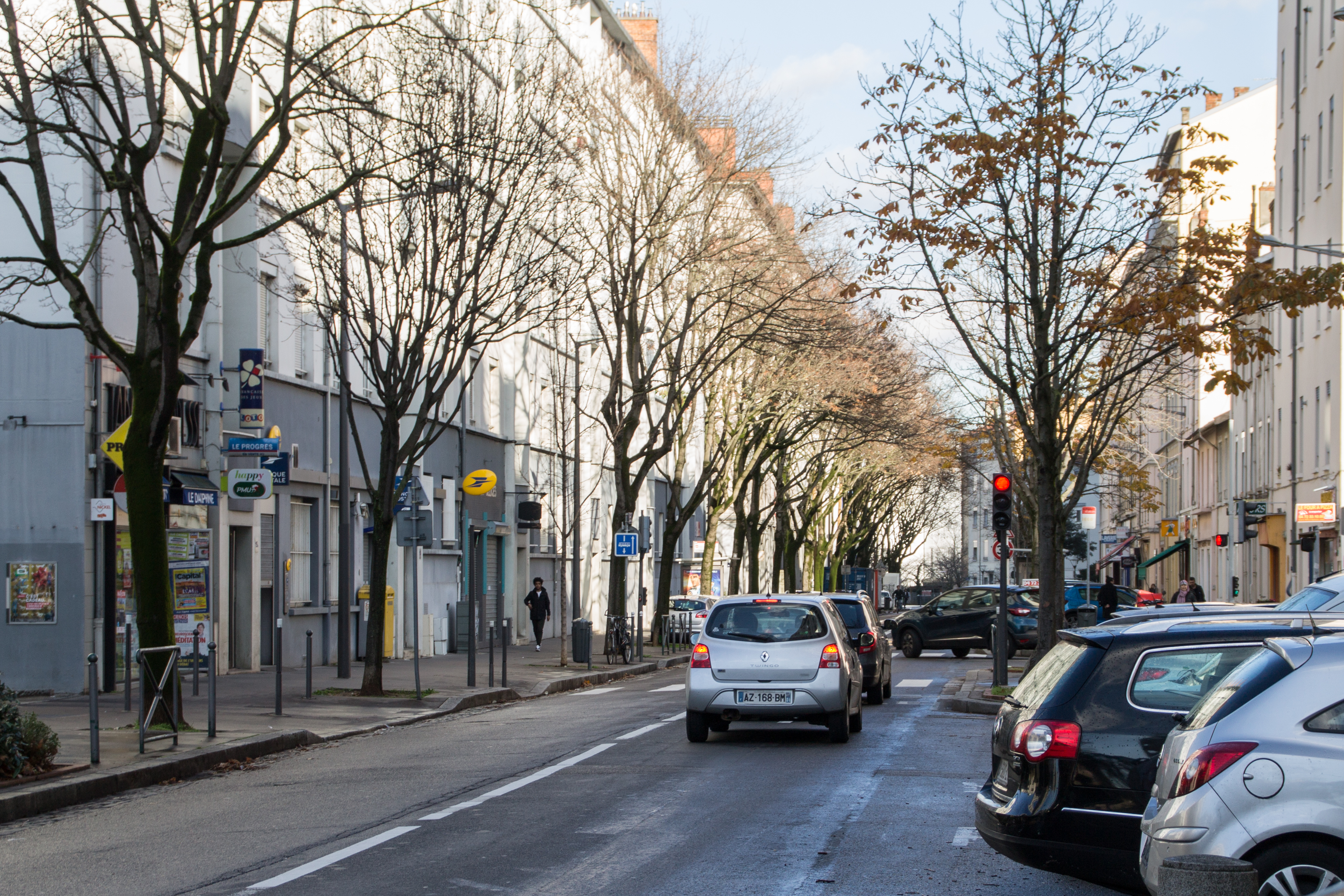
La rue du Dauphiné et son bureau de Poste

- un bureau de poste, situé rue du Dauphiné, qui propose des services classiques d'envoi et de réception de courrier, de gestion de colis, ainsi que des services bancaires.
- un hôtel de police, installé dans le fort Montluc (non ouvert au public), rue du Général Mouton-Duvernet. Il s'agit du second hôtel de police de l'agglomération.
- une maison des jeunes et de la culture installée à la place de l'ancienne maison des associations, avenue Lacassagne. Elle propose des activités culturelles et sportives pour les jeunes et les familles.
- une maison des syndicats, avenue Félix Faure.
- des salles municipales, rue Saint-Théodore et rue du Dauphiné pouvant être utilisées par les associations et la municipalité pour des réunions et événements ponctuels.

Deux consulats sont aussi situés à Sans Souci - Dauphiné, il s'agit du consulat de la république d'Arménie et le consulat général du royaume du Maroc.

### Enseignement
Rattaché à l'académie de Lyon, le quartier de Sans Souci - Dauphiné dénombre plusieurs établissements d'enseignement public et privé :
- Groupe scolaire Harmonie Rebatel (21 rue du Dr Rebatel)
- Groupe scolaire Montbrillant (6 rue Professeur Louis Roche)
- Groupe scolaire Nové Josserand (10 rue Roger Brechan)
- École privée Charles de Foucauld (20 rue Feuillat)
- Collège Gilbert Dru (42 rue Jeanne Hachette)
- Collège Professeur Dargent (5 rue Jeanne Koehler)
- Lycée privé Charles de Foucauld (6 rue Bara)

## Économie

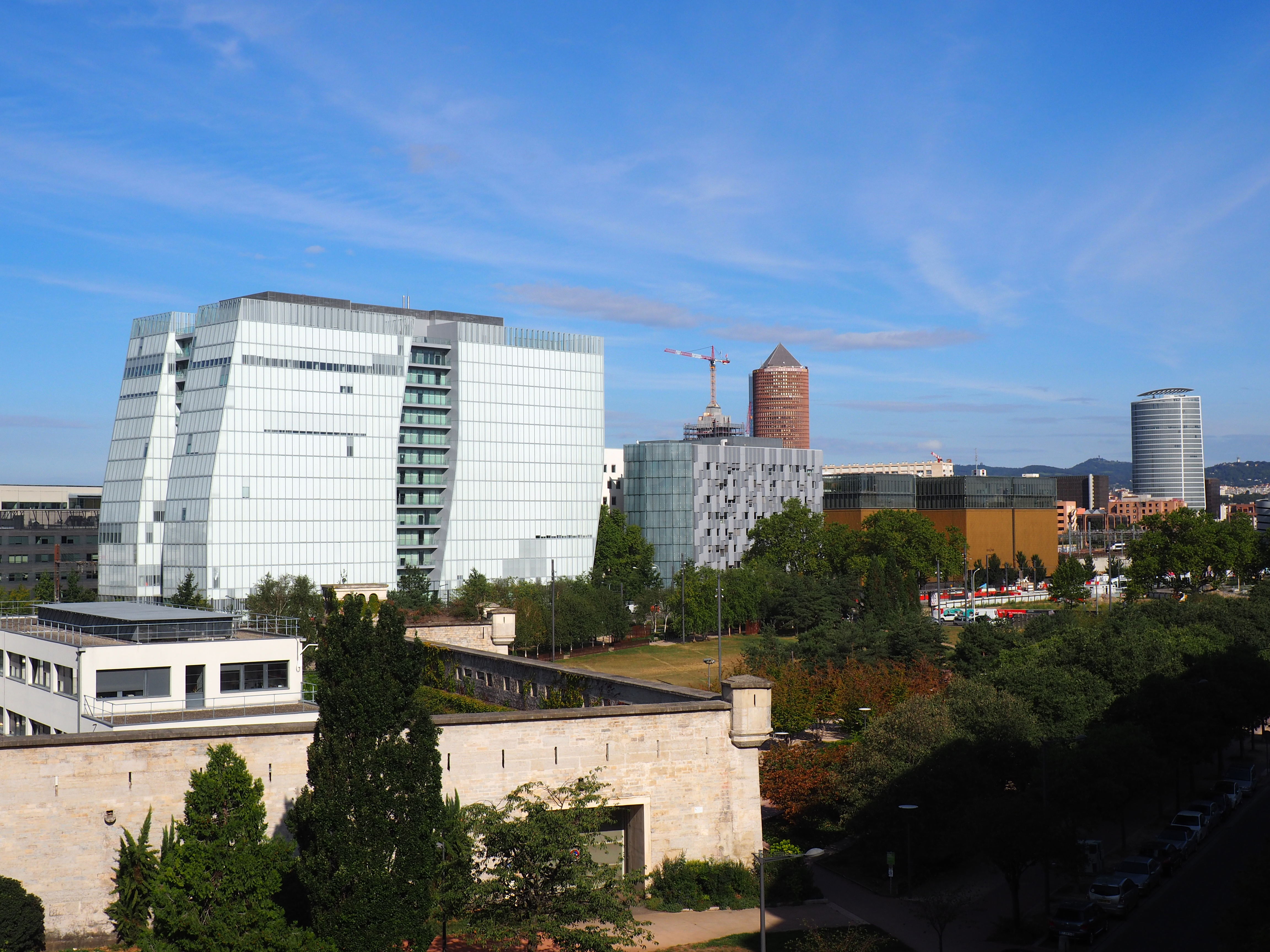
L'immeuble tertiaire Sky 56 avec le fort Montluc au premier plan

### Entreprises
Bien que le quartier soit essentiellement à vocation résidentielle, on retrouve plusieurs bâtiments à usage tertiaire sur le secteur. D'abord au sud-ouest le long du cours Albert Thomas avec notamment le siège social du groupe d'assurance Alptis. Aux environs, on dénombre aussi plusieurs bâtiments de bureaux, spécifiquement vers la rue des Tuiliers et la rue de Montbrillant ou des centres de formation et des sociétés de conseil sont installés.
Avec l'influence des opérations de rénovation du quartier de la Part Dieu, la rue du Général Mouton-Duvernet a vu l'inauguration en 2018 de Sky 56, un immeuble de grande hauteur abritant les antennes régionales de Bouygues Construction et de Boralex. Le bâtiment accueille aussi une partie des salariés d'Orange, celui-ci étant situé à proximité immédiate du campus Orange Lumière, un nouveau complexe qui a permis de regrouper une grande partie des activités de l'entreprise et près de 2 600 personnes.

### Commerces
Concernant l'activité commerciale, on trouve de nombreux commerces de proximité comme des boulangeries, maraîchers, boucherie, épiceries et petits supermarchés, agences bancaires, laverie, pressing, boucherie, fleuriste et librairie. Des snacks et restaurants sont également présents dans le secteur.
Les commerces se concentrent essentiellement autour de la place Rouget de l'Isle et le long de la rue du Dauphiné. Ceux-ci sont par ailleurs aussi présents sur l'avenue Lacassagne à proximité de l'arrêt de tramway Dauphiné - Lacassagne, le long de l'avenue Félix Faure ainsi que sur le cours Albert Thomas.

## Culture locale et patrimoine

### Lieux et espaces culturels

#### Grandes Caves de Lyon

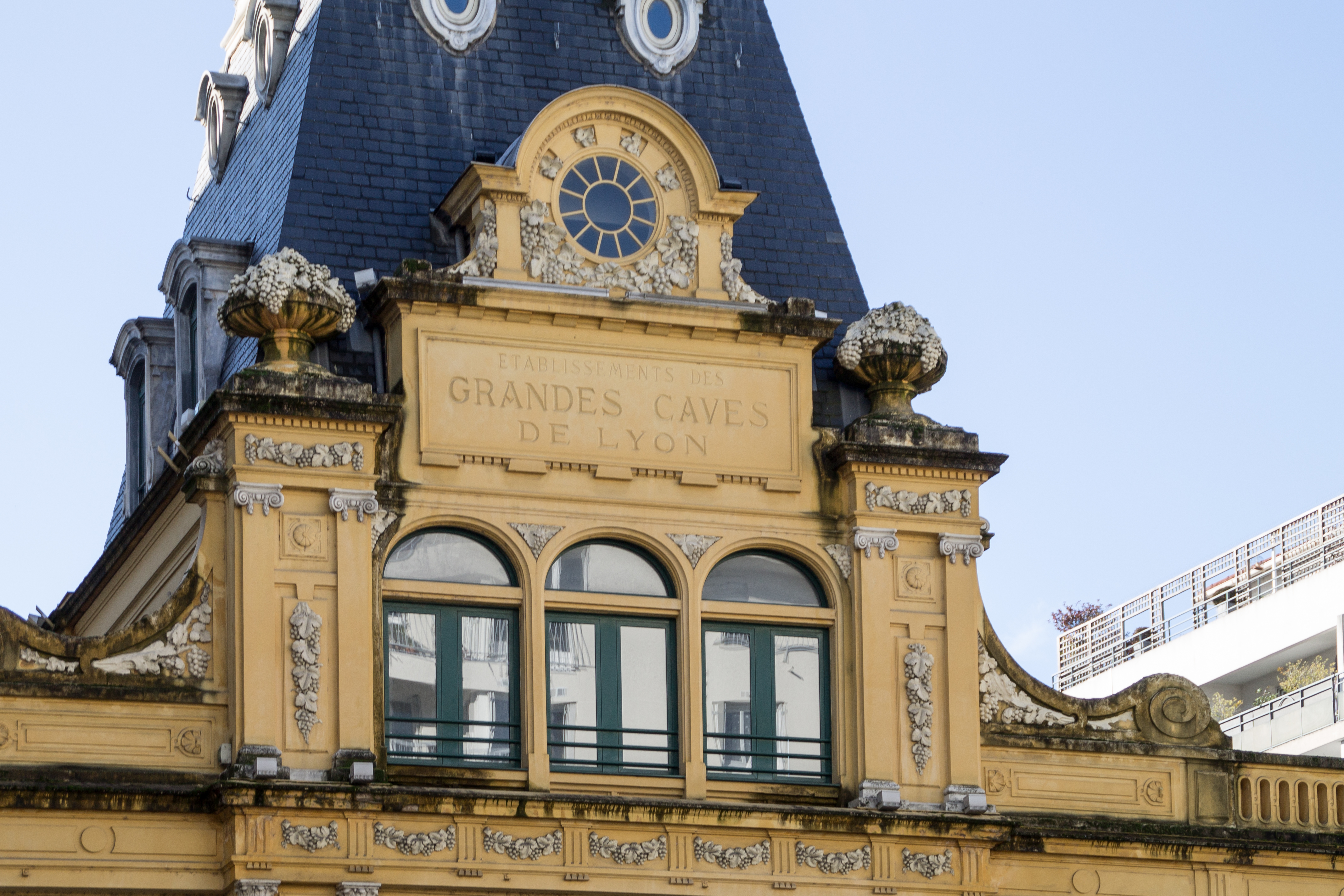
Détail de façade du Château Sans Souci

Aujourd'hui enclavé entre des immeubles résidentiels récents, ce bâtiment à la façade et la toiture remarquable correspond à l'ancien siège des Grandes Caves de Lyon, une usine de mise en bouteilles qui a été démolie à la fin des années 1990.
Le bâtiment, d'abord reconverti en maison des associations, est aujourd'hui utilisé pour accueillir la MJC Sans Souci, créée en 2022. 
Il est localement dénommé par les habitants Château Sans-Souci ou parfois Château Lacassagne en raison de son aspect particulier.

#### Parc Sisley
Le parc Sisley, d'une superficie de 9 hectares, a été aménagé sur le jardin d'une propriété bourgeoise du 19e siècle. Il compte de nombreux arbres, dispose d'une aire de jeux et des espaces pour jouer à la pétanque.

#### Maison des Italiens
Fondée en 1957 sous l'impulsion du consulat italien, il s'agit d'un espace culturel associatif destiné à la communauté italienne prenant place dans une ancienne maison de ville. 

#### Villa Monoyer

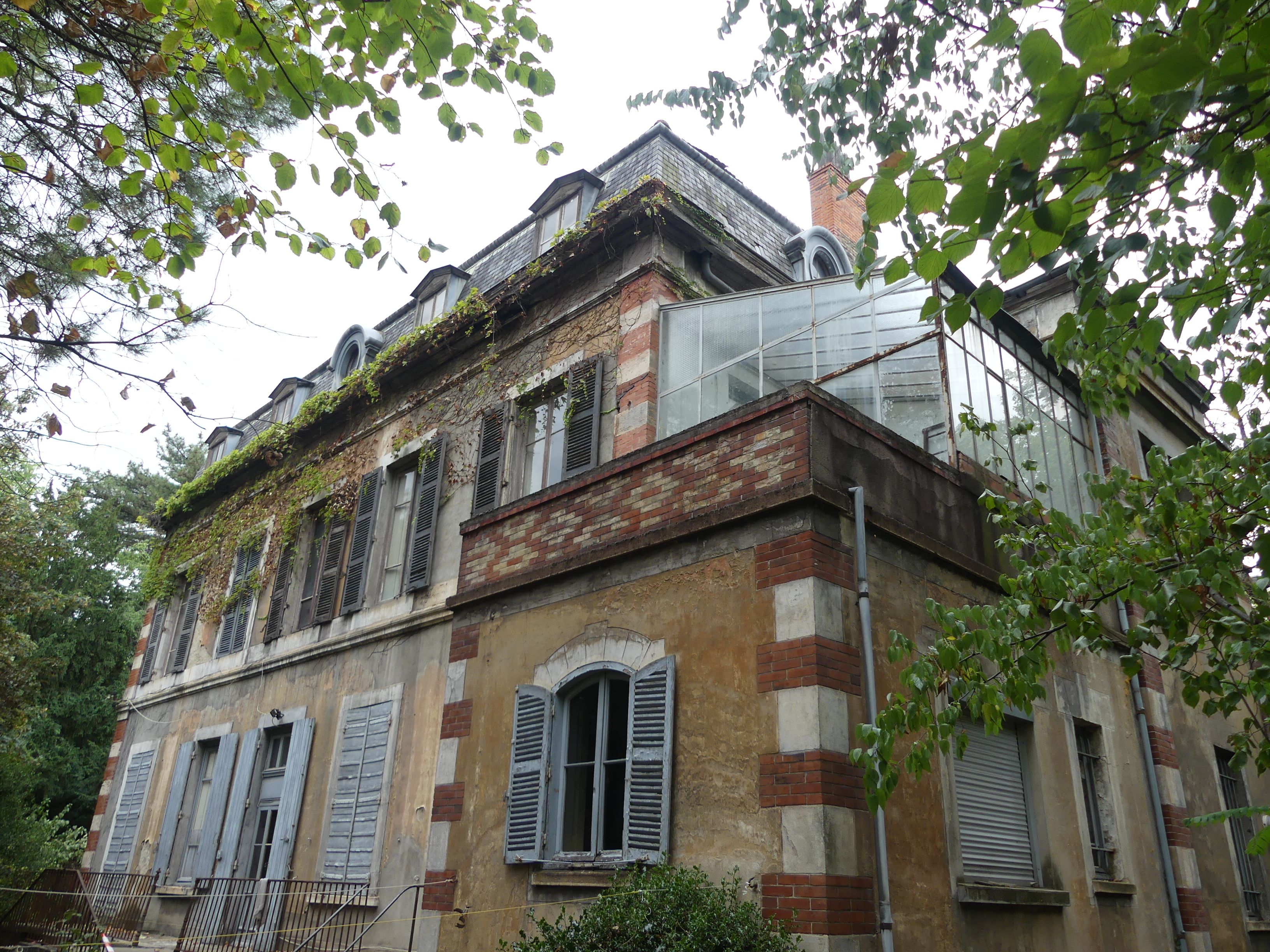
Façade de la villa Monoyer

Ancienne résidence du physicien et ophtalmologue Ferdinand Monoyer. C'est un lieu culturel privé géré par une association qui a vocation de s'ouvrir aux habitants du quartier. Il dispose d'un jardin de plus de 5 000 m2. C'est dans le jardin de la villa Monoyer que l'on peut trouver l'ancienne chapelle du château des Tournelles, unique et dernier vestige de l'ancien domaine.

#### Fort Montluc
Fort de la première ceinture de Lyon construit en 1831, il est aujourd'hui occupé par le deuxième hôtel de police de Lyon.

#### Prison de Montluc
Prison militaire construite en 1921, elle est connue pour avoir eu un rôle important lors de la seconde guerre mondiale après sa réquisition en 1943 par les Allemands. Aujourd'hui, une grande partie de la prison est inscrite au titre des monuments historiques et est transformée en Mémorial National.

### Personnalités liées au quartier
- Ferdinand Monoyer (1836-1912), physicien et ophtalmologue, inventeur de la dioptrie et de l'échelle Monoyer.
- Paul Sisley (1866-1933), chimiste et professeur à l'université de Lyon.
- Jean Moulin (1899-1943), dirigeant du conseil national de la résistance, il a été détenu à la prison Montluc par les allemands lors de seconde guerre mondiale.
- René Besset (1900-1980), peintre ayant vécu rue Villebois-Mareuil, membre du collectif des Nouveaux[6].
- Jean Reverzy (1914-1959), médecin et romancier, récompensé en 1954 par le prix Renaudot pour son roman Le Passage. Un square porte son nom en face de son ancien domicile au croisement de l'avenue Lacassagne et de la rue Bara.
- Najat Vallaud-Belkacem (1977), femme politique, conseillère générale de l'ancien canton Lyon-XIII de 2008 à 2014 (le territoire, essentiellement situé sur le quartier voisin de Montchat, comprenait une partie du quartier Sans Souci au nord-est).